# Scapania nemorea
Espèce
Scapania nemorea est une espèce d'hépatique de la famille des Scapaniaceae.

## Description
Scapania nemorea est une des espèces commune du genre Scapania avec des gemmules brunes, dont les grappes denses sont presque toujours visibles à l'extrémité des lobes des feuilles. Les deux lobes des feuilles sont largement arrondis et généralement bordés de longues dents marginales. Les marges des feuilles descendent sur la tige. Les pousses ont une largeur de 1,5 à 5,5 mm et peuvent atteindre plusieurs centimètres de long. La longueur des feuilles varie entre 11 mm et un peu plus de 12 mm. Le seul autre Scapania relativement commun avec des gemmules foncées est S. umbrosa, qui a des lobes de feuilles beaucoup plus étroits et pointus. Les autres espèces de Scapania à gemmules sombres sont très différentes de S. nemorea, par exemple S. cuspiduligera a des lobes de feuilles de taille à peu près égale, et S. paludicola a des carènes fortement arquées, et sont toutes rares. Les S. nemorea dépourvues de gemmules diffèrent de S. undulata par un lobe antérieur qui descend sur la tige, et de S. irrigua par des marges fortement dentées et une base qui descend sur la tige. S. gracilis et S. degenii n'ont aucun lobe qui descend sur la tige, tandis que S. aspera a le lobe antérieur qui traverse la tige de loin. 

## Répartition et habitat
Scaania nemorea est commune, et pousse dans une large gamme d'habitats humides mais jamais très humides. Les habitats les plus typiques sont les sommets des rochers de grès couverts de mousse dans les bois ou sur les pentes ouvertes, les petits rochers de grès encastrés dans le bois et les rochers d'argileref name=BBS/>.

## Systématique
Le nom correct complet (avec auteur) de ce taxon est Scapania nemorea (L.) Grolle.
L'espèce a été initialement classée dans le genre Jungermannia sous le basionyme Jungermannia nemorea L..
Ce taxon porte en français les noms vernaculaires ou normalisés suivants : scapanie du bois, scapanie des bois,, scapane des bois.
Scapania nemorea a pour synonymes :
- Candollea nemorosa (L.) Raddi
- Jungermannia nemorea L.
- Jungermannia nemorosa f. communis Nees
- Jungermannia nemorosa f. gemmipara Nees
- Jungermannia nemorosa var. alpestris Wallr.
- Jungermannia nemorosa var. campestris Wallr.
- Jungermannia nemorosa var. detonsa Hartm.
- Jungermannia nemorosa var. pallens Grognot
- Jungermannia nemorosa var. pseudoundulata Grognot
- Jungermannia nemorosa var. rivularis Huebener
- Jungermannia nemorosa var. spinulosa Grognot
- Jungermannia nemorosa L.
- Martinellia joergensenii (Schiffn. ex Müll.Frib.) H.Möller
- Martinellia nemorosa Lindb.
- Martinellius aconiensis (De Not.) Trevis.
- Martinellius breviflorus (Taylor) Trevis.
- Martinellius joergensenii (Schiffn. ex Müll.Frib.) H.A.Möller
- Martinellius nemorosus var. alatus (Kaal. ex Müll.Frib.) H.A.Möller
- Martinellius nemorosus var. marchicus (Warnst.) C.E.O.Jensen
- Martinellius nemorosus var. uliginosus (C.E.O.Jensen ex Macvicar) C.E.O.Jensen
- Martinellius nemorosus (L.) Gray
- Plagiochila nemorosa (L.) Mont. & Nees
- Radula nemorosa (L.) Dumort.
- Scapania aconiensis De Not.
- Scapania amurensis Warnst.
- Scapania austinii Warnst.
- Scapania breviflora Taylor
- Scapania evansii Bryhn
- Scapania jackii Warnst.
- Scapania joergensenii Schiffn.
- Scapania joergensenii Schiffn. ex Müll.Frib.
- Scapania nemorea subsp. nemorea
- Scapania nemorosa f. alata (Kaal. ex Müll.Frib.) Jørg.
- Scapania nemorosa f. crassitexta Schiffn.
- Scapania nemorosa f. fallaciosa (Schiffn.) H.Buch
- Scapania nemorosa f. fallax Douin
- Scapania nemorosa f. gemmipara (Nees) De Not.
- Scapania nemorosa f. gracilis Müll.Frib.
- Scapania nemorosa f. heterophylla Warnst.
- Scapania nemorosa f. joergensenii (Schiffn. ex Müll.Frib.) Jørg.
- Scapania nemorosa f. pallens (Grognot) Roum.
- Scapania nemorosa f. purpurolimbata Müll.Frib.
- Scapania nemorosa f. spinosa Müll.Frib.
- Scapania nemorosa f. spinulosa (Grognot) Roum.
- Scapania nemorosa f. subdentata Warnst.
- Scapania nemorosa f. subintegra Latzel
- Scapania nemorosa f. subrecurva Latzel
- Scapania nemorosa f. uliginosa C.E.O.Jensen
- Scapania nemorosa f. uliginosa C.E.O.Jensen ex Macvicar
- Scapania nemorosa f. whitehouseae R.M.Schust.
- Scapania nemorosa var. aconiensis (De Not.) C.Massal.
- Scapania nemorosa var. alata Kaal.
- Scapania nemorosa var. alata Kaal. ex Müll.Frib.
- Scapania nemorosa var. alpestris (Wallr.) Dalla Torre & Sarnth.
- Scapania nemorosa var. communis (Nees) Gottsche, Lindenb. & Nees
- Scapania nemorosa var. densa De Not.
- Scapania nemorosa var. elata Schiffn.
- Scapania nemorosa var. fallaciosa Schiffn.
- Scapania nemorosa var. gemmipara (Nees) Gottsche, Lindenb. & Nees
- Scapania nemorosa var. jaapiana Warnst.
- Scapania nemorosa var. joergensenii (Schiffn. ex Müll.Frib.) Müll.Frib.
- Scapania nemorosa var. marchica Warnst.
- Scapania nemorosa var. papillosa Douin
- Scapania nemorosa var. purpurolimbata (Müll.Frib.) Warnst.
- Scapania nemorosa var. pusilla Warnst.
- Scapania nemorosa var. schweinitziana Gottsche, Lindenb. & Nees
- Scapania nemorosa var. spinosa (Müll.Frib.) Warnst.
- Scapania nemorosa var. uliginosa (C.E.O.Jensen ex Macvicar) Ingham
- Scapania nemorosa (L.) Dumort.
- Scapania perminuta Warnst.
- Scapania recurvifolia Warnst.
- Scapania socia Warnst.